# I'll Be Waiting/Blackball
I'll Be Waiting/ Blackball est la première publication du groupe de punk rock californien The Offspring. Les chansons sont sorties respectivement en 9e et 10e position de leur premier album éponyme The Offspring, sorti en vinyle en 1989 (et réédité en CD 1995.) Le single est sorti en 1986, trois ans avant la sortie de l'album studio dont il est issu. Le single est le seul double face-A du groupe, disposant des chansons I'll Be Waiting et Blackball sans aucune face-B.
Le single ne jouit pas d'un grand succès commercial et n'a pas été positionné dans les charts; ainsi les chansons ont été exclues du best-of du groupe Greatest Hits (2005).
La couverture du single a été utilisée pour faire la quatrième de couverture de l'album The Offspring.

## Liste des titres
- Vinyle 7"

1. I'll Be Waiting - 3:26
2. Blackball - 3:06

## Version
Le groupe a lui-même édité ce single sur un label qu'il a nommé "Black Label Records" (du nom d'une marque de bière), en tant que vinyle 7" (pouces). Seulement 1000 exemplaires de ce single ont été produits: 500 d'entre eux ont été vendus avec une pochette et 500 sans. Il a fallu au groupe près de deux ans et demi pour tous les vendre.

## Personnel
Dexter Holland (crédité comme "Holland" ou "B. Bryan-Bas") - chant
Noodles (crédit comme "Child C-2017") - guitare
Greg K. (crédite comme "Greggor") - basse
James Lilja (crédité comme "James Frederick Lilja") - batterie

## Utilisation
Blackball a été utilisée dans le jeu vidéo de skate Tony Hawk's Pro Skater 4.